# CLASH (早見優の曲)
「CLASH」（クラッシュ）は、1985年11月21日にトーラスレコードからリリースされた早見優の15枚目のシングル。

## 概要
表題曲「CLASH」は激しいブラスアレンジが用いられたアップテンポな楽曲で、前作「PASSION」と同様にロック色の強い楽曲となっている。
翌年2月に発売されたミニアルバム『YŪ』にはこの曲の英語ヴァージョンが収録された。

## 収録曲
1. CLASH［3:39］
  - 作詞: 松本一起 / 作曲: 岩里祐穂・三浦一年 / 編曲: 新川博
2. 渚のフーガ［4:09］
  - 作詞: 岩里祐穂 / 作曲: 三浦一年 / 編曲: 新川博